# Ensys
Die Ensys GmbH ist ein  bundesweit tätiges mittelständisches Energieunternehmen im B2B-Bereich.
Ensys wurde 1998 als Ensys AG wurde im Zuge der ersten Liberalisierungsschritte Strommarkt gegründet. Der Fokus des Unternehmens liegt auf Kunden im Bereich Handel und Industrie. 2015 übernahmen die Technischen Werke Ludwigshafen das Unternehmen und überführten die Aktiengesellschaft in eine GmbH.
Neben der klassischen Versorgung mit Strom und Gas sind flexibel ausgestaltbare Energiedienstleistungen für Immobilien-, Geschäfts- und Handelskunden Bestandteile des Portfolios. Ensys gehört als hundertprozentige Tochter der TWL Vertrieb GmbH zur TWL-Gruppe.